# 上本崇司
上本 崇司（うえもと たかし、1990年8月22日 - ）は、広島県福山市出身のプロ野球選手（外野手、内野手）。右投右打。広島東洋カープ所属。
実兄は阪神タイガース一軍打撃コーチの上本博紀。

## 経歴

### プロ入り前
兄である博紀の影響を受け、小学校1年の時から「松永ソフトボールクラブ」にてソフトボールを始める。福山市立大成館中学校時代は地域の軟式野球クラブ・松永ヤンキースに所属し、3年時に西日本大会準優勝。1年秋から遊撃手、2年秋から捕手で大田泰示とバッテリーを組んでいた。
広陵高等学校では1年秋からレギュラー。遊撃手で2年春・夏、3年夏の3度甲子園に出場し2年時に1学年上の野村祐輔・小林誠司・土生翔平らと共に選抜ではベスト8。全国選手権では決勝で敗れ準優勝となった。2番打者を務め、春は3試合で打率.300（10打数3安打）、4盗塁、夏は6試合で打率.308（26打数8安打）、6盗塁。3年夏は1番で起用され、6試合、打率.565、4盗塁と県大会優勝に貢献し、同学年の中田廉らと共に出場した甲子園では1回戦高知高校戦で4安打2打点、2回戦の横浜高校戦でも2安打2打点と貢献するが敗退。初回に土屋健二から左越えソロ本塁打を放ち、兄・博紀とあわせて史上初となる兄弟揃っての甲子園先頭打者本塁打を記録している。
巨人、中日、広島などプロ7球団から注目されたが、志望届は提出せず、兄・博紀と同じ大学で比較されるのが嫌なのと先輩・野村祐輔がいるという理由で 明治大学進学を選択した。

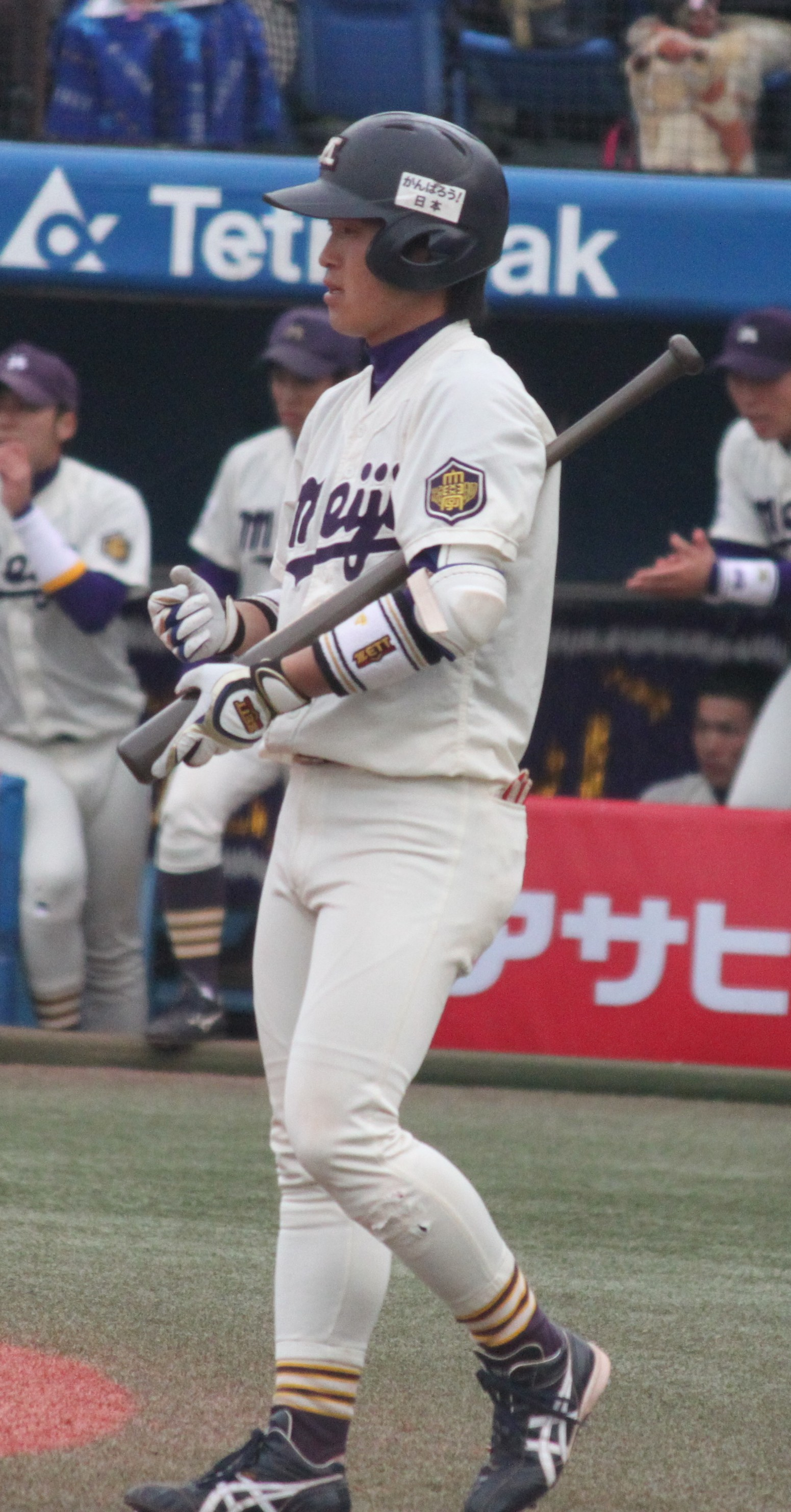
2011年11月27日、明治神宮野球場にて

明治大学では守備力を評価され、遊撃手だった荒木郁也のポジションを奪い、1年春から全試合に先発出場。2年春から3年秋までは二塁手、4年春からは再び遊撃手となる。打撃面では3年春まで低迷し、打率も3割を超えることがなかったが、選球眼がよく四死球を呼び込み、出塁率は2年春は.400、3年春は.315だった。2年春・早稲田大戦で大石達也の148km/hの直球を捉え、初本塁打となる左越え2ランを放つ。3年生になって1番、2番に打順を上げ、秋に13安打を放ち、打率.283（15位）、12四死球で出塁率.431と好結果を残し、法大3回戦で猛打賞を記録。勝ち点5での完全優勝に貢献した。第42回明治神宮野球大会でも愛知学院大学との決勝戦で三塁打を放つなど、野村祐輔・島内宏明らと優勝に貢献した。4年生になると遊撃手のレギュラーとして活躍。主に1番打者を務め、春は打率.227、出塁率.346。秋はバットを短くもつスタイルに変え、打率を上げ、打率.245、出塁率.323。東京六大学野球連盟リーグ通算98試合、打率.205（292打数60安打）、7二塁打、2本塁打、24打点、20盗塁、56四死球、33犠打を記録した。
2012年10月25日に行われたドラフト会議で広島東洋カープから3位指名を受け、契約金7000万円、年俸1000万円（金額は推定）で契約し、入団した。背番号は0。

### 広島時代
2013年は、5月7日の横浜DeNAベイスターズ戦（MAZDA Zoom-Zoom スタジアム広島）での代打で一軍デビューを果たした。9月18日に同球場で開かれた阪神戦では、7回表から崇司が遊撃の守備に就くと、兄・博紀もその裏の守備から二塁手として登場。いずれも守備固めとしての起用ながら、野球人生で初めて同じ試合に兄弟揃って出場した。シーズンを通して一軍公式戦30試合に出場、安打こそ2本に終わったものの、スタメン起用の機会があったほか、2打点を記録した。
2014年は、代走や守備固めとしての起用を中心に18試合に出場した。
2015年は一軍での試合出場がなかったが、この年からスイッチヒッターに挑戦。思うような動作が出来ずウエスタン・リーグでの成績も振るわなかった。
2016年は、代走及び守備固めの起用で7試合に出場にとどまった。
2017年は一軍37試合と出場機会を増やし、走者としては4月14日の対阪神タイガース戦（阪神甲子園球場）にてプロ初盗塁をマークするなど要所で好走塁を見せた。
2018年は、打席に立つ機会こそ少なかったもののシーズンを通して一軍に帯同、代走守備固め中心で59試合に出場した。CSファイナルステージ第2戦（対巨人、マツダ）では代走で逆転勝利に繋がる貴重な盗塁を決めた。
2019年は31試合の出場に留まったものの、5月31日の対阪神戦（マツダ）では延長11回2死走者無しの場面でヒットで出塁、球団月間最多勝利数更新（20勝）のサヨナラ勝ちに貢献するなど勝負強さを見せた。
2020年より、右打ちに専念することとなった。同年8月28日にはプロ8年目にして初のサヨナラ打を放ち、2020年シーズンのカープ初のサヨナラ勝ちの立役者となり、ヒーローインタビューでは感涙を流した。
2021年は開幕一軍入りを果たしたものの、3月30日の対阪神戦（マツダ）の守備機会で負傷、翌日登録抹消。回復後二軍調整を経て6月中旬に一軍合流、同月26日の対中日ドラゴンズ戦（マツダ）では途中出場でシーズン初安打を放ち連敗ストップに貢献した。以降シーズン終了まで一軍帯同し好守でも貢献、打撃面では63試合(68打席)で打率.273と向上が見られた。
2022年は「8番・中堅手」で自身初の開幕スタメンを勝ち取り、｢10年目の大ブレイク｣を果たす。9月10日の東京ヤクルトスワローズ戦では、10年目にして公式戦で初の本塁打を放つなどシーズン自己最高94試合に出場。規定打席には及ばなかったものの、80本の安打を放ち（9年目までの通算安打数は35）、打席.307、2本塁打、17打点と全てにおいて自己最高のシーズンを送り、12月1日の契約更改では、1500万円増となる推定年俸2900万円で契約を更改した。
2023年は4番を務めていた西川龍馬の離脱により7月下旬から8月上旬にかけて代わって4番を務めた。最終的に84試合の出場で打率.259、1本塁打、17打点の成績で、オフに1200万円アップの推定年俸4100万円で更改した。
2024年は2年ぶりに開幕スタメンを勝ち取り、4月4日の対ヤクルト戦（マツダ）では終盤逆転勝ちに繋がる同点適時打を放つなど開幕後打率.289の好調を見せたが、5月1日の対阪神戦（マツダ）で走塁時に左ハムストリングスを痛め翌日登録抹消。6月に二軍復帰すると、足を痛め離脱した末包昇大と交替の形で6月21日の対中日戦（ナゴヤドーム）で一軍復帰。6月26日の対ヤクルト戦（マツダ）では自身初の1試合2適時打や好守などスタメン機会で奮闘するも、8月の末包復帰後は主に控えに回り9月26日に登録抹消、シーズンを終了した。最終的に62試合の出場で、打率.209、27安打7打点だった。11月27日に400万円減となる推定年俸3700万円で契約更改。

## 選手としての特徴
内・外野の複数ポジションを守れるユーティリティープレイヤー。50メートル走5.9秒の俊足と遠投110メートルの強肩を誇り、華麗なフットワークで高い守備力を誇る。打撃では選球眼と粘り強さが武器。
中学時代に捕手経験があったが、プロ入り後も器用さを買われ首脳陣から捕手起用を示唆された事があり、2021年の新型コロナウイルス流行時には捕手メンバー感染時の臨時捕手候補として、春季キャンプで捕手練習を行った。
2014年シーズン終了後の日南秋季キャンプから、緒方孝市監督の助言を受けて左打ちにも取り組み、2015年より正式にスイッチヒッターに転向した。しかし、転向後2年間（2016年まで）は一軍で打席に立つ機会がなく、2017年以降は左打席に立つこともあったが結果を残せず、打撃の向上には至らなかったため、2019年シーズン途中で断念し、右打席に専念することになった。2020年に正式に選手登録を両打ちから右打ちに変更した。
広島スカウト部長の苑田聡彦からは肩と足そしてスローイングの良さを評価されている。一方で打撃が課題と評されているが、2020年頃から向上の兆しを見せている。バット投げの美しさは他の追随を許さない。

## 人物
仮契約交渉時に印鑑を忘れ、東京都武蔵野市のホテルから調布市の自宅へ取りに戻ったことがある。
試合の際は1打席目は緊張すると語っている。また、春季キャンプ時に一軍の練習に初めて合流した際にも「緊張で疲れた」とコメントした。
明るい性格でムードメーカー役を買って出ることが多く、2014年からマツダスタジアムでヒーローインタビューに上がったチームメイトに水をかけたり、広島主催試合で雨天中止となった際のパフォーマンス（例：選手の物真似をしながら打席に入り、ダイヤモンドを一周してヘッドスライディングをする、など）もお約束となっている。2018年の野間峻祥のヒーローインタビューでは通訳に扮し帯同、野間の外国語風の意味不明な応答を上本が通訳する体で代言する珍パフォーマンスを披露し、後日2人の反省イラストが描かれたTシャツが公式販売された。
広島入団後につけた背番号0について「木村（拓也）さんが付けていた『0』に決まった時は、むちゃくちゃ嬉しかった」と語っている。
夫人は広島県を拠点にサッカー・Jリーグサンフレッチェ広島の広報としてサンフレッチェレディースを務めるなど、フリーアナウンサーとして活動していた中原衣美。

## 詳細情報

### 年度別打撃成績
| 年 度      | 球 団      | 試 合 | 打 席 | 打 数 | 得 点 | 安 打 | 二 塁 打 | 三 塁 打 | 本 塁 打 | 塁 打 | 打 点 | 盗 塁 | 盗 塁 死 | 犠 打 | 犠 飛 | 四 球 | 敬 遠 | 死 球 | 三 振 | 併 殺 打 | 打 率 | 出 塁 率 | 長 打 率 | O P S |
| ---------- | ---------- | ----- | ----- | ----- | ----- | ----- | -------- | -------- | -------- | ----- | ----- | ----- | -------- | ----- | ----- | ----- | ----- | ----- | ----- | -------- | ----- | -------- | -------- | ----- |
| 2013       | 広島       | 30    | 30    | 26    | 4     | 2     | 1        | 0        | 0        | 3     | 2     | 0     | 0        | 2     | 0     | 1     | 0     | 1     | 5     | 1        | .077  | .143     | .115     | .258  |
| 2014       | 広島       | 18    | 8     | 7     | 3     | 2     | 0        | 0        | 0        | 2     | 0     | 0     | 0        | 0     | 0     | 1     | 0     | 0     | 2     | 0        | .286  | .375     | .286     | .661  |
| 2016       | 広島       | 7     | 0     | 0     | 0     | 0     | 0        | 0        | 0        | 0     | 0     | 0     | 0        | 0     | 0     | 0     | 0     | 0     | 0     | 0        | ----  | ----     | ----     | ----  |
| 2017       | 広島       | 37    | 10    | 8     | 12    | 1     | 0        | 0        | 0        | 1     | 0     | 3     | 0        | 0     | 0     | 2     | 0     | 0     | 3     | 0        | .125  | .300     | .125     | .425  |
| 2018       | 広島       | 59    | 13    | 11    | 8     | 1     | 0        | 0        | 0        | 1     | 0     | 6     | 2        | 1     | 0     | 1     | 0     | 0     | 4     | 0        | .091  | .167     | .091     | .258  |
| 2019       | 広島       | 31    | 22    | 21    | 5     | 3     | 0        | 0        | 0        | 3     | 0     | 0     | 1        | 1     | 0     | 0     | 0     | 0     | 5     | 1        | .143  | .143     | .143     | .286  |
| 2020       | 広島       | 56    | 62    | 52    | 8     | 11    | 2        | 0        | 0        | 13    | 4     | 2     | 0        | 3     | 0     | 5     | 0     | 2     | 4     | 3        | .212  | .305     | .250     | .555  |
| 2021       | 広島       | 63    | 68    | 55    | 20    | 15    | 2        | 0        | 0        | 17    | 2     | 2     | 2        | 0     | 2     | 5     | 0     | 6     | 10    | 0        | .273  | .302     | .309     | .691  |
| 2022       | 広島       | 94    | 300   | 261   | 36    | 80    | 9        | 1        | 2        | 97    | 18    | 2     | 1        | 10    | 0     | 21    | 5     | 8     | 31    | 8        | .307  | .376     | .372     | .748  |
| 2023       | 広島       | 84    | 276   | 247   | 20    | 64    | 7        | 1        | 1        | 76    | 17    | 8     | 2        | 8     | 0     | 12    | 0     | 9     | 46    | 1        | .259  | .317     | .308     | .625  |
| 2024       | 広島       | 62    | 146   | 129   | 16    | 27    | 2        | 0        | 0        | 29    | 7     | 0     | 2        | 9     | 0     | 4     | 0     | 4     | 24    | 3        | .209  | .255     | .225     | .480  |
| 通算：11年 | 通算：11年 | 541   | 935   | 817   | 132   | 206   | 23       | 2        | 3        | 242   | 50    | 23    | 10       | 34    | 2     | 52    | 5     | 30    | 134   | 17       | .252  | .320     | .296     | .616  |

- 2024年度シーズン終了時

### 年度別守備成績
内野守備
| 年 度 | 球 団 | 二塁  | 二塁  | 二塁  | 二塁  | 二塁  | 二塁     | 三塁  | 三塁  | 三塁  | 三塁  | 三塁  | 三塁     | 遊撃  | 遊撃  | 遊撃  | 遊撃  | 遊撃  | 遊撃     |
| 年 度 | 球 団 | 試 合 | 刺 殺 | 補 殺 | 失 策 | 併 殺 | 守 備 率 | 試 合 | 刺 殺 | 補 殺 | 失 策 | 併 殺 | 守 備 率 | 試 合 | 刺 殺 | 補 殺 | 失 策 | 併 殺 | 守 備 率 |
| ----- | ----- | ----- | ----- | ----- | ----- | ----- | -------- | ----- | ----- | ----- | ----- | ----- | -------- | ----- | ----- | ----- | ----- | ----- | -------- |
| 2013  | 広島  | 3     | 4     | 5     | 0     | 0     | 1.000    | 15    | 3     | 10    | 0     | 0     | 1.000    | 3     | 4     | 6     | 0     | 3     | 1.000    |
| 2014  | 広島  | -     | -     | -     | -     | -     | -        | 9     | 2     | 1     | 0     | 0     | 1.000    | 5     | 2     | 2     | 0     | 0     | 1.000    |
| 2016  | 広島  | -     | -     | -     | -     | -     | -        | 6     | 0     | 2     | 1     | 0     | .667     | -     | -     | -     | -     | -     | -        |
| 2017  | 広島  | 16    | 4     | 10    | 0     | 0     | 1.000    | 5     | 1     | 3     | 0     | 1     | 1.000    | -     | -     | -     | -     | -     | -        |
| 2018  | 広島  | 5     | 1     | 2     | 0     | 0     | 1.000    | 29    | 4     | 11    | 3     | 2     | .833     | -     | -     | -     | -     | -     | -        |
| 2019  | 広島  | 8     | 3     | 4     | 0     | 2     | 1.000    | 16    | 8     | 14    | 0     | 1     | 1.000    | 2     | 0     | 0     | 0     | 0     | ----     |
| 2020  | 広島  | 20    | 25    | 29    | 0     | 7     | 1.000    | 10    | 0     | 2     | 0     | 0     | 1.000    | 12    | 19    | 24    | 2     | 8     | .956     |
| 2021  | 広島  | 15    | 10    | 6     | 0     | 1     | 1.000    | 24    | 5     | 8     | 0     | 0     | 1.000    | 1     | 0     | 0     | 0     | 0     | ----     |
| 2022  | 広島  | 16    | 27    | 24    | 3     | 3     | .944     | 13    | 9     | 19    | 3     | 1     | .903     | 8     | 10    | 12    | 0     | 4     | 1.000    |
| 2023  | 広島  | 11    | 23    | 30    | 1     | 6     | .981     | 21    | 12    | 21    | 4     | 0     | .892     | 31    | 44    | 66    | 3     | 13    | .973     |
| 2024  | 広島  | 4     | 6     | 7     | 1     | 1     | .929     | 6     | 4     | 6     | 0     | 1     | 1.000    | -     | -     | -     | -     | -     | -        |
| 通算  | 通算  | 98    | 103   | 117   | 5     | 20    | .978     | 154   | 48    | 97    | 11    | 6     | .929     | 62    | 79    | 110   | 5     | 28    | .974     |

外野守備
| 年 度 | 球 団 | 外野  | 外野  | 外野  | 外野  | 外野  | 外野     |
| 年 度 | 球 団 | 試 合 | 刺 殺 | 補 殺 | 失 策 | 併 殺 | 守 備 率 |
| ----- | ----- | ----- | ----- | ----- | ----- | ----- | -------- |
| 2017  | 広島  | 1     | 0     | 0     | 0     | 0     | ----     |
| 2018  | 広島  | 14    | 11    | 0     | 0     | 0     | 1.000    |
| 2020  | 広島  | 7     | 0     | 0     | 0     | 0     | ----     |
| 2021  | 広島  | 3     | 7     | 0     | 0     | 0     | 1.000    |
| 2022  | 広島  | 65    | 113   | 4     | 0     | 1     | 1.000    |
| 2023  | 広島  | 23    | 36    | 1     | 0     | 0     | 1.000    |
| 2024  | 広島  | 41    | 64    | 2     | 0     | 0     | 1.000    |
| 通算  | 通算  | 188   | 242   | 7     | 0     | 1     | 1.000    |

- 2024年度シーズン終了時

### 表彰
- 月間サヨナラ賞：1回（2020年8月[55]）

### 記録
初記録
- 初出場：2013年5月7日、対横浜DeNAベイスターズ8回戦（MAZDA Zoom-Zoom スタジアム広島）、7回裏に安部友裕の代打で出場
- 初打席：同上、大原慎司から中飛
- 初先発出場：2013年6月1日、対福岡ソフトバンクホークス4回戦（福岡 ヤフオク!ドーム）、「2番・二塁手」で先発出場
- 初安打・初打点：2013年9月11日、対東京ヤクルトスワローズ21回戦（明治神宮野球場）、2回表に石川雅規から中前適時打
- 初盗塁：2017年4月14日、対阪神タイガース4回戦（阪神甲子園球場）、9回表に二盗（投手：ラファエル・ドリス、捕手：梅野隆太郎）※二塁走者・丸佳浩と重盗
- 初本塁打：2022年9月10日、対東京ヤクルトスワローズ23回戦（明治神宮野球場）、3回表に山本大貴から左越ソロ

### 背番号
- 0（2013年 - ）

### 登場曲
- 「MIRROR MIRROR」平井大
- 「W/X/Y」 Tani Yuuki